# Adriana Dorn
Adriana de Lourdes Dorn Rodríguez (Managua, 30 de diciembre de 1986) es una modelo nicaragüense y reina de belleza coronada como Miss Nicaragua 2011 el 26 de febrero de 2011 en la que representó a su país en el concurso de Miss Universo 2011 sin llegar al Top 16, el 15 de febrero de 2014 contrajo matrimonio con Juan Carlos Zúñiga dueño del auto-lote "El Chele".

## Biografía
Nació en Managua, el 30 de diciembre de 1986. Dorn es licenciada en Relaciones Públicas con mención en Administración de Empresas.

## Miss Nicaragua
Dorn, a una altura de 1,75 m (5′ 9″), compitió frente a otras 14 candidatas en el certamen nacional de su país, Miss Nicaragua, celebrado del Teatro Nacional Rubén Darío en Managua el 26 de febrero de 2011, donde obtuvo el premio de Mejor Rostro convirtiéndose eventualmente en la ganadora, coronada por la Miss Nicaragua saliente Scharllette Allen, por lo que obtiene el derecho en representar Nicaragua en el concurso de Miss Universo, que se celebró en São Paulo, Brasil el 12 de septiembre de 2011.

## Miss Universo
Adriana Dorn obtuvo la oportunidad de participar en Miss Universo 2011 que se celebró en Credicard Hall, São Paulo, Brasil.